# Иван Торчанов
Иван Богданов Торчанов (1886 – 1928) е български пианист и музикален педагог.
Баща му Богдан Торчанов е аптекар и създател на струнния оркестър при читалище „Развитие“, Разград (1892). Брат му Тодор Торчанов е известен цигулар, диригент и музикален педагог.
Иван Торчанов завършва Виенската консерватория (Vienna Academy of Music) и специализира при Леополд Годовски. Той е сред първите български професионални пианисти.